# 5908 Aichi
5908 Aichi eller 1989 UF är en asteroid i huvudbältet som upptäcktes den 20 oktober 1989 av de båda japanska astronomerna Toshimasa Furuta och Yoshikane Mizuno vid Kani-observatoriet. Den är uppkallad efter Aichi prefektur i Japan.
Asteroiden har en diameter på ungefär 4 kilometer.